# Ancylotrypa parva
Ancylotrypa parva là một loài nhện trong họ Cyrtaucheniidae. Loài này phân bố ờ Nam Phi.